# Semaeopus castaria
Semaeopus castaria là một loài bướm đêm trong họ Geometridae.